# Anhui
Anhui (安徽; romanizat în trecut ca Anhwei) este o provincie fără ieșire la mare din Republica Populară Chineză, parte a regiunii China de Est. Capitala sa și cel mai mare oraș este Hefei. Provincia este situată în bazinele râurilor Yangtze și Huai, mărginind Jiangsu la est, Zhejiang la sud-est, Jiangxi la sud, Hubei la sud-vest, Henan la nord-vest și Shandong pe o scurtă porțiune la nord.
Cu o populație de 63,65 milioane de locuitori, Anhui este a opta provincie după populație din China. Este a 22-a provincie chineză ca suprafață și a 12-a cea mai dens populată subdiviziune administrativă din toate cele 34 de diviziuni de nivel provincial. Populația Anhui este compusă în mare parte din chinezi Han. Limbile vorbite în provincie includ mandarina Jianghuai, Wu, Hui, Gan și o mică parte din chineza mandarină Zhongyuan.
Numele „Anhui” derivă din numele a două orașe: Anqing și Huizhou (acum orașul Huangshan). Abrevierea pentru Anhui este „wăn„ după statul istoric Wan, Muntele Wan și râul Wan.
Administrația Anhui constă din sistemul administrativ provincial, condus de guvernator, Congresul provincial, Conferința Consultativă Politică a Poporului și Curtea Populară Superioară Provincială. Anhui este cunoscut  ca provincie cu tradiție politică în sistemul guvernamental al Chinei. Pe lângă gestionarea departamentelor guvernamentale provinciale, guvernul provincial gestionează 16 orașe, 62 de județe, 43 de districte la nivel de județ și 1.522 de localități.
PIB-ul total al provinciei Anhui s-a clasat în 2019 pe locul 11 dintre cele 31 de diviziuni administrative ale Chinei.

## Orașe
- Hefei (合肥市),
- Suzhou, (宿州市),
- Huaibei (淮北市),
- Bozhou (亳州市),
- Fuyang (阜阳市),
- Chuzhou (滁州市),
- Bengbu (蚌埠市),
- Huainan (淮南市),
- Lu'an (六安市),
- Ma'anshan (马鞍山市),
- Wuhu (芜湖市),
- Xuancheng (宣城市),
- Chaohu (巢湖市),
- Tongling (铜陵市),
- Anqing (安庆市),
- Huangshan (黄山市),
- Chizhou (池州市).